# Bourguignon-lès-Morey
Bourguignon-lès-Morey település Franciaországban, Haute-Saône megyében. Lakosainak száma 45 fő (2022. január 1.). Bourguignon-lès-Morey Farincourt, Pressigny, Voncourt, Charmes-Saint-Valbert, Fouvent-Saint-Andoche, Molay és La Roche-Morey községekkel határos.

## Népesség
A település népességének változása:
| Lakosok száma | 51   | 48   | 47   | 46   | 46   | 46   | 45   | 45   |
|               | 2013 | 2015 | 2017 | 2018 | 2019 | 2020 | 2021 | 2022 |